# دانشگاه یاماناشی گاکواین
دانشگاه یاماناشی گاکواین (انگلیسی: Yamanashi Gakuin University) یک دانشگاه خصوصی در کوفو، یاماناشی، استان یاماناشی، ژاپن است.